# Mīhamleh-ye Pā'īn
Mīhamleh-ye Pā'īn (persiska: ميهمله پائين, ميهَملِۀ سُفلَى, Mīhamleh-ye Pā’īn) är en ort i Iran.   Den ligger i provinsen Hamadan, i den nordvästra delen av landet, 290 km väster om huvudstaden Teheran. Mīhamleh-ye Pā'īn ligger 1 983 meter över havet och antalet invånare är 412.
Terrängen runt Mīhamleh-ye Pā'īn är kuperad åt nordost, men åt sydväst är den platt.Runt Mīhamleh-ye Pā'īn är det ganska tätbefolkat, med 75 invånare per kvadratkilometer. Närmaste större samhälle är Şāleḩābād, 19,8 km söder om Mīhamleh-ye Pā'īn. Trakten runt Mīhamleh-ye Pā'īn består i huvudsak av gräsmarker.